# Hazme reír y serás millonario
Hazme reír y serás millonario fue un reality show mexicano de humor y comedia realizado por la empresa mexicana Televisa, cuyo eslogan fue El gran desafío de la comedia. Fue emitido los días domingos entre el 19 de abril y el 26 de julio del 2009 a las 19:00 por el canal mexicano Las Estrellas.
Fue presentado por Marco Antonio Regil y contó con las participaciones estelares de los actores y comediantes Angélica Vale, Pierre Angelo y Raquel Garza (como "Tere, la secretaria") interpretando a sus personajes.

## Descripción
Se enfrentaron cinco equipos de tres personas con el fin de hacer reír al público y al jurado. Se desempeñaron en bromas VIP, sketches, parodias, bromas callejeras, improvisación, la prueba de telenovela (añadida en la semana 9) y la parodia musical (añadida el tercer domingo). Cuando han afrontado la prueba, pasaban ante el jurado, que decide si quitarle puntos a su suma de 50 tomatazos. Cada juez puede quitar hasta diez tomates.
El premio para el ganador fueron tres millones de pesos mexicanos, la copa Chespirito, en honor al comediante, actor y escritor Roberto Gómez Bolaños, al que han denominado "El mejor comediante de todos los tiempos" en México y el vuelo al Mundial de Sudáfrica 2010. 
Tras finalizar este programa, la copa Chespirito fue entregada al equipo integrado por Omar Chaparro, Cecilia Galliano y el desconocido Marvin Villanueva, al igual que los $3,000,000.00. El equipo ganador se integraría al elenco de comedia de Televisa Deportes en el campeonato Copa Mundial de Fútbol de 2010 en Sudáfrica, pero desgraciadamente, tanto Marvin como Cecilia no participaron por varios motivos, mientras que Omar volvió a trabajar a dúo con su amigo, el también comediante y actor Eugenio Derbez, en él.

## Equipos

### Participantes
Cada equipo es asignado un comediante, un famoso al que le han dicho que es gracioso y un ilustre desconocido. Los equipos vivieron en "La Casa de la comedia" y contaron con ayuda profesional (un director y un escritor) para preparar los sketches, parodias o bromas VIP. Hubo cinco equipos:
Equipo 1:
- Comediante: Roxana Castellanos
- Famoso: Galilea Montijo
- Ilustre desconocido: Juan Frese (Chispoteado) tercer lugar

Equipo 2:
- Comediante: Omar Chaparro
- Famoso: Cecilia Galliano
- Ilustre desconocido: Martín "Marvin" Villanueva (Ganador) primer lugar

Equipo 3:
- Comediante: Edson Zúñiga, "El Norteño"
- Famoso: Enrique "Perro" Bermúdez
- Ilustre desconocido: Valeria Vera (Chispoteado) primer equipo expulsado

Equipo 4:
- Comediante: Mara Escalante
- Famoso: Yurem Rojas
- Ilustre desconocido: Ariel Miramontes (Chispoteado) Segundo lugar

Equipo 5:
- Comediante: Eduardo Manzano
- Famoso: Samia
- Ilustre desconocido: Oswaldo Salinas (Chispoteado) tercer equipo expulsado

Originalmente, a Eduardo Manzano se le había ofrecido una plaza como juez, sin embargo, él decidió ser un participante.

### Equipos eliminados
Fueron cuatro equipos que entraron a la competencia cada vez que algún equipo era eliminado o "chispoteado", estuvieron conformados por:
1° Eliminado
- Comediante: Carlos Espejel
- Famoso: Claudio Herrera
- Ilustre desconocido: Nayeli Salvatori Bojalil

Entraron en el lugar del equipo de Edson Zúñiga, "El Norteño". (Chispoteado) segundo equipo expulsado
2° Eliminado
- Comediante: Mario "La Garra" Cuevas
- Famoso: Facundo Gómez
- Ilustre desconocido: Ileana Delgado

Entraron en el lugar del equipo de Carlos Espejel. (Chispoteado) cuarto lugar
3° Eliminado
- Comediante: Eduardo España
- Famoso: Martha Guzmán
- Ilustre desconocido: Piolo Juvera

Entraron en el lugar del equipo de Eduardo Manzano. (Chispoteado) sexto lugar
4° Eliminado
- Comediante: Jorge Arvizu "El Tata"
- Famoso: Maribel Fernández, "La Pelangocha"
- Ilustre desconocido: Diana Navarro Castro

Entraron en el lugar del equipo de Eduardo España. (Chispoteado) quinto lugar

## Jurado
Estuvo conformado por maestros de la comedia, que restaban puntos a la calificación inicial de 50 de todos los equipos en cada prueba (40 puntos, a partir del séptimo domingo). Pudiendo dar cada uno hasta diez. 
El jurado estuvo conformado por:
- Manuel "Flaco" Ibáñez
- Freddy Ortega
- Germán Ortega
- Consuelo Duval
- Rafael Inclán (Hasta el sexto domingo en que se retiró)

El actor y jurado del programa, Rafael Inclán, se sintió ofendido por la broma VIP del equipo de la comediante Roxana Castellanos con la presentadora Galilea Montijo y trató de ayudar al comediante Sammy Pérez, ante ello, decidió renunciar a su puesto de jurado y salió del programa ese mismo día. 
Hasta el último domingo, ningún juez quitó los diez tomatazos que tenía como máximo. Lo hizo Manuel "Flaco" Ibáñez contra el equipo de Carlos Espejel, pero solo se trataba de una broma.

## Temática del programa

### Desafíos
Los equipos se emplearon en los siguientes retos del programa:
- Sketches: inventaron una situación o crear personajes para presentar una situación ordinaria.
- Parodias: parodiaron algún programa de televisión, producciones cinematográficas, libros, etc.
- Parodia musical: implementada el tercer domingo; parodiar a tres cantantes e interpretar canciones de cada uno que englobaran un mismo tema.
- Improvisación: un integrante de cada equipo debió ir al escenario y enrolarse en una situación determinada, en la cual, no sabía el papel que jugaba ni lo que debía hacer; antes del inicio de la prueba, se le dieron algunas pistas para averiguar de que se trata la situación.
- Bromas VIP: los equipos salieron a la calle y jugaron alguna broma a alguna personalidad. Algunas de las víctimas de estas bromas fueron figuras del espectáculo, de la música hasta de la política como Amanda Miguel, Jacqueline Bracamontes, Adrián Uribe, Eddie Vilard, Franco Clark, Tony Balardi, Gloria Trevi, Mauricio Martínez, Silvia Pinal, Lorena Herrera y el entonces Jefe de Gobierno del Distrito Federal, Marcelo Ebrard.
- Broma callejera: al igual que en la Broma VIP los equipos salían a las calles y se las ingeniaban para bromar a algún grupo de gente (en la calle).
- Monólogo: impuesto el quinto domingo. Uno de los miembros del equipo debió hacer un monólogo (durante esas emisiones, el presentador y actor Adal Ramones estuvo presente, dada su experiencia en ese género).
- Prueba de telenovela: cada equipo realizó una telenovela que contiene un toque de humor (Se realizó en los últimos programas de este programa).
- Sketch invertido: este reto fue realizado solamente en la gran final de este programa, en donde cada uno de los dos equipos finalistas realizó un sketch que anteriormente lo realizó otro equipo.

### Penitencia, nominación y expulsión
Hacia el final de cada transmisión, se entregaron al conductor los resultados de todos los equipos, después de sumados todos los puntos obtenidos en cada prueba. El juego se dividió de la siguiente forma:
- Semana 1: Penitencia
- Semana 2: Nominación
- Semana 3: Expulsión y penitencia
- Semana 4: Nominación
- Semana 5: Expulsión y penitencia

Así sucesivamente. 
La penitencia se le aplicó al equipo que tuvo menor puntaje; el jefe del equipo tuvo que ir a emplearse en las labores domésticas de una ama de casa previamente escogida. 
La nominación consistió en que los dos equipos con los puntajes más bajos fueran escogidos como candidatos para abandonar la competencia. 
La expulsión fue la eliminación del equipo que menos apoyo recibió del público. 
Luego de eliminado un equipo, uno de los eliminadores y su equipo entran a la competencia, tomando el lugar del expulsado.

### Puntos extra
Los equipos tuvieron la oportunidad de subir su puntaje con retos especiales. 
Los retos especiales presentados son:
- Rutina de chistes.
- Reto del taxi o el camión: en el que uno de los integrantes debe sentarse ante el volante de un vehículo falso. Los otros dos deberán relevarse para sentarse detrás e imitar a un personaje famoso. El que está conduciendo deberá adivinar de quien se trata.
- Duelo de improvisación (dos jugadores –uno de cada equipo– debieron improvisar en el escenario).
- Bromas callejeras.
- Gran Reto Vicky Form (ver más adelante).

### Gran Reto Vicky Form
Se trató de una competencia especial para obtener puntos extra. Es presentado un sketch corto que haga publicidad a la lencería Vicky Form; lo presentaron los equipos que alcanzaron el primer lugar en la tabla de posiciones. 
Se presentaron los sketches de cinco equipos:
- El de Roxana Castellanos, Galilea Montijo y Juan Frese.
- El de Eduardo "Lalo" Manzano, Samia y Oswaldo Salinas.
- El de Omar Chaparro, Cecilia Galliano y Martín "Marvin" Villanueva.
- El de Mara Escalante, Yurem Rojas y Ariel Miramontes.
- El de Facundo Gómez, Mario "Garra" Cuevas e Ileana Delgado.

En el programa quince, se decidió que el equipo ganador era el de Facundo, "La Garra" e Ileana, sin embargo al haber sido eliminados en el programa previo a la final, los dos equipos finalistas se disputaron los puntos en una improvisación de monólogos.

## Cronología del programa
- Semana 1: El equipo de Edson "Norteño" Zúñiga tuvo penitencia.
- Semana 2: Los equipos del "Norteño" y de Mara Escalante fueron nominados
- Semana 3: El equipo del "Norteño" fue eliminado. En su lugar entró Carlos Espejel, que tuvo ese mismo día penitencia.
- Semana 4: Fueron nominados los equipos de Carlos y de Roxana Castellanos.
- Semana 5: Fue eliminado el equipo de Carlos y en su lugar entraron Mario "Garra" Vargas y Facundo Gómez. Ese día hubo penitencia para el equipo de Eduardo "Lalo" Manzano.
- Semana 6: Fueron nominados tres equipos: el de "La Garra" y Facundo, el de Roxana y el de "Lalo". El actor y jurado del programa, Rafael Inclán, abandonó su lugar del jurado y el programa, debido a una polémica Broma VIP.
- Semana 7: Fue eliminado el equipo de "Lalo" Manzano. El equipo de Eduardo España se integró a la competencia. Facundo obtuvo penitencia.
- Semana 8: Facundo no cumplió su penitencia y fue castigado por los jueces. Esta semana, no hubo nominados. Los equipos que obtuvieron penitencia son el de "La Garra" con Facundo y el de Eduardo.
- Semana 9: Fueron nominados tres equipos: el de Roxana, el de "La Garra" con Facundo; y el de Eduardo.
- Semana 10: El equipo de Eduardo fue expulsado, y en su lugar entró el equipo de Jorge "Tata" Arvizu, el último en entrar. El equipo que obtuvo penitencia es el de Roxana.
- Semana 11: Se recordaron los mejores momentos vividos durante el programa. Fue un día sin competencia.
- Semana 12: Fueron nominados por tercera vez tres equipos: el de Roxana, el de "La Garra" con Facundo; y el del "Tata". Fin de las telenovelas y regreso de las bromas VIP.
- Semana 13: Fue eliminado el equipo del "Tata" Arvizu. Fueron nominados tres equipos: el de Roxana, el de "La Garra" con Facundo, y por primera vez en la competencia, el de Omar Chaparro y Cecilia Galliano. El equipo de Mara asegura su lugar en la semifinal del programa. En la semana 14 serían eliminados dos de los tres equipos nominados, llegando solo dos equipos a la final. Durante este programa se presentaron los Premios Tomate y Novelas.
- Semana 14: Fue eliminado el equipo de Facundo, "La Garra" e Ileana, para despedirse, hacen un último sketch, parodiando al programa La jugada. Poco después, es eliminado el equipo de Roxana, Galilea y Juan. Contendieron en la final los equipos de Omar, Cecilia y Marvin y el de Mara, Yurem y Ariel.
- Semana 15: El equipo de Omar, Cecilia y "Marvin" ganan la gran final, la Copa Chespirito y los tres millones de pesos mexicanos.

| 1 | Omar, Cecilia y Marvin             |                            |                                                  |                                             |                                              |                                             |                                             |                                                               |                                                               |                                                               |                                                               |                                                               |                                                               | Junto a los equipos de Facundo y Roxana                       | Segundo y último finalista                                    | Ganadores con una diferencia de menos de diez puntos          |                                             |
| 2 | Mara, Yurem y Ariel                |                            | Junto al equipo del "Norteño", Enrique y Valeria |                                             |                                              |                                             |                                             |                                                               |                                                               |                                                               |                                                               |                                                               |                                                               |                                                               | Primer equipo declarado como finalista                        |                                                               |                                             |
| 3 | Roxana, Galilea y Juan             |                            |                                                  |                                             | Junto al equipo de Carlos, Claudio y Nayelli |                                             | Junto a los equipos de Facundo y "Lalo"     |                                                               |                                                               | Junto a los equipos de Eduardo E. y Facundo                   |                                                               |                                                               | Junto a los equipos de Facundo y "El Tata"                    | Junto a los equipos de Facundo y Omar                         | Segundo expulsado de la noche                                 | Segundo expulsado de la noche                                 |                                             |
| 4 | Facundo, “La Garra” e Ileana       | Solo se presentó al equipo | No aparecieron                                   | No aparecieron                              | No aparecieron                               |                                             | Junto a los equipos de Roxana y "Lalo"      | Primera ocasión                                               | Junto al equipo de Eduardo E., Martha y Piolo                 | Junto a los equipos de España y Roxana                        |                                                               |                                                               | Junto a los equipos de Roxana y "El Tata"                     | Junto a los equipos de Roxana y Omar                          | Primer expulsado de la noche                                  | Primer expulsado de la noche                                  |                                             |
| 5 | “El Tata”, “La Pelangocha” y Diana | Solo se presentó al equipo | No aparecieron                                   | No aparecieron                              | No aparecieron                               | No aparecieron                              | No aparecieron                              | No aparecieron                                                | No aparecieron                                                | No aparecieron                                                |                                                               |                                                               | Junto al equipo de Facundo y Roxana                           | Expulsados luego de tener la más corta participación de todas | Expulsados luego de tener la más corta participación de todas | Expulsados luego de tener la más corta participación de todas |                                             |
| 6 | Eduardo E., Martha y Piolo         | Solo se presentó al equipo | No aparecieron                                   | No aparecieron                              | No aparecieron                               | No aparecieron                              | No aparecieron                              |                                                               | Junto al equipo de Facundo, "La Garra" e Ileana               | Junto a los equipos de Facundo y Roxana                       | Expulsados luego de una participación media                   | Expulsados luego de una participación media                   | Expulsados luego de una participación media                   | Expulsados luego de una participación media                   | Expulsados luego de una participación media                   | Expulsados luego de una participación media                   |                                             |
| 7 | "Lalo", Samia y Osvaldo            |                            |                                                  |                                             |                                              | Única ocasión                               | Junto a los equipos de Facundo y Roxana     | Expulsados una semana después de la renuncia de Rafael Inclán | Expulsados una semana después de la renuncia de Rafael Inclán | Expulsados una semana después de la renuncia de Rafael Inclán | Expulsados una semana después de la renuncia de Rafael Inclán | Expulsados una semana después de la renuncia de Rafael Inclán | Expulsados una semana después de la renuncia de Rafael Inclán | Expulsados una semana después de la renuncia de Rafael Inclán |                                                               |                                                               |                                             |
| 8 | Carlos, Claudio y Nayelli          | Solo se presentó al equipo | No aparecieron                                   | Única ocasión                               | Junto al equipo de Roxana, Galilea y Juan    | Expulsados luego de una corta participación | Expulsados luego de una corta participación | Expulsados luego de una corta participación                   | Expulsados luego de una corta participación                   | Expulsados luego de una corta participación                   | Expulsados luego de una corta participación                   | Expulsados luego de una corta participación                   | Expulsados luego de una corta participación                   |                                                               |                                                               |                                                               |                                             |
| 9 | Edson, Enrique y Valeria           | Única ocasión              | Junto al equipo de Mara, Yurem y Ariel           | Expulsados luego de una corta participación | Expulsados luego de una corta participación  | Expulsados luego de una corta participación | Expulsados luego de una corta participación | Expulsados luego de una corta participación                   | Expulsados luego de una corta participación                   | Expulsados luego de una corta participación                   | Expulsados luego de una corta participación                   | Expulsados luego de una corta participación                   | Expulsados luego de una corta participación                   | Expulsados luego de una corta participación                   | Expulsados luego de una corta participación                   | Expulsados luego de una corta participación                   | Expulsados luego de una corta participación |

- Ganador
     Finalista
     Expulsado
     Nominado
     No estaban en la competencia
     Último lugar de la noche

- El color verde indica que el equipo formaba parte de los primeros cinco equipos que participaron en el programa desde su comienzo

- El color rojo indica que el equipo era un eliminador, es decir, entró después de iniciada la competencia

## Premios Tomate y Novelas
Se llevaron a cabo el 12 de julio de 2009. Fueron realizados para premiar a las telenovelas presentadas por cada equipo en los programas 9, 10 y 12. El premio a la mejor telenovela otorgó diez puntos extra al equipo ganador. 
Candidaturas generales:
| Telenovela                      | Candidaturas | Premios |
| ------------------------------- | ------------ | ------- |
| Doña Bonita                     | 6            | 4       |
| Corazón partido                 | 7            | 3       |
| Ingenua muchachita de Michoacán | 5            | 0       |
| Requesón salvaje                | 2            | 0       |
| Verano en otoño                 | 1            | 0       |

Premio a la mejor entrada de telenovela:
| Telenovela                      | Resultado |
| ------------------------------- | --------- |
| Ingenua muchachita de Michoacán | Nominada  |
| Doña Bonita                     | Ganadora  |
| Corazón partido                 | Candidata |

Premio a la mejor estrella invitada:
| Telenovela                          | Resultado |
| ----------------------------------- | --------- |
| Arath de la Torre (Verano en otoño) | Nominado  |
| Carmen Salinas (Requesón salvaje)   | Nominada  |
| Claudio Herrera (Corazón partido)   | Ganador   |

Premio al mejor actor o actriz de reparto:
| Telenovela                                  | Resultado |
| ------------------------------------------- | --------- |
| Juan Frese (Ingenua muchachita de Michoacán | Nominado  |
| Ariel Miramontes (Doña Bonita)              | Ganador   |
| Marvin Villanueva (Corazón partido)         | Nominado  |

Premio al mejor guion:
| Telenovela                                          | Resultado |
| --------------------------------------------------- | --------- |
| José Luis Guarneros (Doña Bonita)                   | Nominada  |
| Gerard Jalife (Ingenua muchachita de Michoacán)     | Nominada  |
| Sergio Adrian Sánchez "El Venado" (Corazón partido) | Ganadora  |

Premio al mejor protagonista masculino:
| Telenovela                        | Resultado |
| --------------------------------- | --------- |
| Omar Chaparro (Corazón partido)   | Ganador   |
| Eduardo España (Requesón salvaje) | Nominado  |
| Yurem Rojas (Doña Bonita)         | Nominado  |

Premio a la mejor protagonista femenina:
| Telenovela                                       | Resultado |
| ------------------------------------------------ | --------- |
| Mara Escalante (Doña Bonita)                     | Ganadora  |
| Cecilia Galliano (Corazón partido)               | Nominada  |
| Galilea Montijo (Ingenua muchachita de Michoacán | Nominada  |

Premio a la mejor telenovela: (10 puntos extra al ganador)
| Telenovela                      | Resultado |
| ------------------------------- | --------- |
| Ingenua muchachita de Michoacán | Nominada  |
| Doña Bonita                     | Ganadora  |
| Corazón partido                 | Nominada  |